# Los Zorros
Los Zorros es una localidad situada en el departamento Tercero Arriba, provincia de Córdoba, Argentina.
Se encuentra situada a 18 km, por ruta asfaltada, de la RN 158. Dista de la Ciudad de Córdoba en 180 km.

## Población
Cuenta con 515 habitantes (Indec, 2022), lo que representa un incremento del 1,5% frente a los 508 habitantes (Indec, 2010) del censo anterior.
| Gráfica de evolución demográfica de Los Zorros entre 1991 y 2022 |
|                                                                  |
| Fuente: Censos nacionales del INDEC                              |

## Economía
Las principales actividades económicas de la localidad son la agricultura, la ganadería y la industria lechera.
El campo es el pilar donde se asienta la economía de Los Zorros y, en general, de todo el departamento Tercero Arriba; siendo éste departamento el de mayor aprovechamiento agrícola ya que, alrededor del 88 % de su territorio es destinado a estas tareas. El principal cultivo es la soja seguida por el maní.

## Salud
El primer dispensario comienza a funcionar en el año 1969, contando en ese entonces con escaso material médico.
A medida que pasaban los años, este dispensario fue ampliado varias veces, y finalmente en el año 1996, con la política de descentralización, los centros de salud (incluyendo este) se transfirieron junto con el personal a la administración municipal.
El centro de salud ocupa actualmente unos 200 metros cubiertos, donde se prestan los servicios de clínica general, enfermería, sala de rayos X y odontología, además cuenta con salas con tres camas frías para emergencias.

## Educación
El municipio de Los Zorros cuenta con cuatro establecimientos educativos: un centro educativo de Nivel Inicial, dos de Nivel General Básico (Primaria) y uno de Nivel Medio (Secundario).

### Inicial
- Jardín de infantes Dr. Hugo Leonelli

### Primaria
- Vicente López y Planes y posee una doble jornada y un anexo albergue. Cuenta con 125 alumnos. Hace 31 años que cuenta con una Cooperativa Escolar llamada Vicente Ltda. y fue creada por iniciativa de la Sra. ELvira del Carmen Delfino de Barbero.
- "Independencia" y es una escuela mayormente rural.

### Media
- IPEA. N.º 241 "Federico Campodónico" y cuenta con un anexo albergue y un ciclo de especialización.